# Фомічова Ольга Євгенівна
Фомічова Ольга Євгенівна — українська співачка, заслужена артистка України.
Закінчила Криворізьке музичне училище за спеціальністю диригент хору, Криворізький педагогічний університет та Національну музичну академію України ім. П. І. Чайковського (2003 р., клас народної артистки України, професора З. П. Христич), майстер-класи Альфонсо Антоніоцці та Роберто де Кандіа у рамках ІХ Міжнародного фестивалю «D'uchi d'Acquaviva» (Італія, Атрі).
З 2003 р. — солістка Оперної студії Національної академії України ім. П. І. Чайковського, з 2004 р. — солістка Київського муніципального театру опери і балету для дітей та юнацтва. З 2005 р. — солістка Національної опери України. З 2018 викладає в КНУКіМ. Гастролювала в Іспанії, Португалії, США, Литві, Латвії, Естонії, Азербайджані, Росії, Голландії, Франції, Швейцарії, Японії та інших країнах.
Лауреат Всеукраїнського конкурсу «Нові імена України» (2001 р.), Міжнародного конкурсу «Мистецтво ХХІ ст.» (2004 р., Україна, Ворзель, Гран-Прі), Міжнародного конкурсу вокалістів «Алчевський — дебют» (2007 р., Україна, Харків, ІІ премія), Міжнародного конкурсу вокалістів імені Ондіна Отта (2008 р., Словенія, Марібор, ІІІ премія), Міжнародного конкурсу вокалістів (2009 р., Італія, Алькамо, ІІІ премія), удостоєна диплому за краще виконання творів М. Лисенка на IV Міжнародному музичному конкурсі імені М. Лисенка (2007 р., Україна, Київ), премії «Migliore voce femminile» на IV Міжнародному конкурсі «D'uchi d'Acquaviva» (2008 р., Італія, Атрі).